# Llanocetus denticrenatus
Llanocetus denticrenatus és un cetaci fòssil descobert a Seymour Island (Península Antàrtica) per Mitchell el 1989. És l'única espècie de la família dels llanocètids.
McKenna i Bell (1997) i Uhen (2000–2006) el classificaren dins el subordre dels misticets. Fou descrit a partir d'un fragment de mandíbula datat de l'Eocè superior o Oligocè inferior i és el misticet més antic trobat fins ara.